# VMGL
VMGL sono delle librerie grafiche che permettono di migliorare le prestazioni 3D di OpenGL all'interno di una macchina virtuale. Le librerie si appoggiano ai driver della scheda video che si trova sulla macchina fisica.
Le librerie VMGL sulla virtual machine sostituiscono Mesa 3D mentre sull'host ci pongono sopra i driver della scheda video in attesa di richieste da parte dei comandi GL.
Attraverso un X forwarding oppure mediante l'uso di un VNC, i comandi GL passano dalla virtual machine alla macchina host dove vengono eseguiti.
VMGL sono disponibili per VMware, Xen ma anche per VirtualBox. Possono essere eseguite su guest GNU/Linux o BSD, paravirtualizzati o completamente virtualizzati (o HVM). Possono essere impiegate su host GNU/Linux o BSD.